# Suleyman Çelebi (poète)
Pour l’article homonyme, voir Suleyman Çelebi.
Suleyman Çelebi (1351-1422) dit Suleyman de Bursa. Il doit son renom à un poème religieux Mevlit écrit en 1409.

## Biographie
Suleyman Çelebi est issu d'une famille d'érudits. Il fut le protégé du sultan Bayazid Ier puis de son successeur Mehmed Ier. Il a été nommé imam du palais impérial et de la mosquée de Bursa. Suleyman doit son renom au succès de son poème écrit en turc, Le Mevlit (La Naissance), composé en 1409. Il est mort à Bursa en 1422.

## L'œuvre
Le Mevlit (ou Mevlid, Mevlüd, Mevlüt) célèbre la toute-puissance de Dieu et la gloire du Prophète.
En Turquie, ce texte sert dans la religion populaire lors des événements heureux ou douloureux de la vie. On récite ce texte aussi bien pour anniversaires d’une mort, d'une naissance, d'une circoncision, ou l'achat d’un appartement. Quand la prière est dite à la mosquée, la famille distribue des cornets de papier remplis de bonbons à ceux qui y ont participé. Dite à la maison, cette prière est souvent suivie d’une réception d’une incroyable abondance.

## Remarque
Suleyman Bey (1370-1413) est parfois appelé Suleyman Çelebi, tous les deux sont des contemporains. Suleyman Bey est l'aîné des fils du sultan ottoman Bayazid Ier et rival de son cadet Mehmed Ier.